# トップリード
トップリードは、かつて太田プロダクションに所属していた日本のお笑いコンビ。NHK『オンバト+』初代チャンピオン。新妻悠太の不祥事に伴い、2018年2月6日をもって解散した。
この項目では現在、ピン芸人として活動中の和賀勇介についても記述する。

## メンバー
和賀 勇介（わが ゆうすけ 1981年6月16日（44歳） - ）
ツッコミ担当、コンビ時代の立ち位置は向かって左。
北海道室蘭市出身。北海道室蘭清水丘高等学校卒業。血液型A型。身長171cm。
あだ名は「和賀ちゃん」「ジミオ」など。
趣味はクイズゲーム。
顔、服装などが地味である。部屋も汚い。独身。
部屋には舞-HiMEのポスターが貼ってある。
愛読書はげんしけん、ひぐらしのなく頃に、女子高生など。
解散後はピン芸人及び編集者として活動している。本業がない時は日雇いの土木作業員等もしている。その様子はマシンガンズ西堀亮のYouTube個人チャンネルで度々取り上げられている。
新妻 悠太（にいづま ゆうた、1982年2月5日（43歳） - ）
ボケ・ネタ作り担当、コンビ時代の立ち位置は向かって右。
北海道室蘭市出身。北海道伊達緑丘高等学校卒業。埼玉県新座市在住。血液型はO型。既婚者。身長171cm。
あだ名は「にんにん」。
趣味はルービックキューブ、芋焼酎、読書、水曜どうでしょうを見ること。
髪の毛がサラサラで、ネットのお笑い番組において「キューティクルの天使」と言われたことがある。
ラーメンズ、水曜どうでしょうの大ファン。
辛いものと酒に目がない。
住居侵入及び窃盗未遂の現行犯で逮捕され（後に不起訴処分）、2018年2月6日付で芸人を廃業・引退した。現在は脚本家・作家へ転身している。

## 芸風
- コントがメインで内容は心温まるハートフルな展開のものが多く、ネタのストックの豊富さにも定評があった。
- コンビ活動終盤は漫才も演じ[3]、2014年のTHE MANZAIでは認定漫才師50組に選出された。
- ネタ作りは新妻が粗く書いて和賀が直していくという形式を採用し、新妻が作家で和賀が編集者のような立場だった。

## 来歴
- 和賀と新妻は小学校以来の幼馴染で、小学校4年生のお楽しみ会にて初めて2人でコントをしている[4]。かつては結成年を1998年としていたが、コンビでの活動後期には正式にプロデビューした年である2001年に変更している。
- 2人とも上京して東京アナウンス学院へ入学し、在学中の2001年に太田プロダクションよりデビューした。
- 2010年7月19日、笹塚ファクトリーで初単独ライブ「イッピキムスメ」を開催した。
- 2011年1月、永沢たかし（磁石）が結成した芸歴10年前後の吹きだまり芸人によるユニット「FKD48」に加入した。新妻がいい人担当で担当カラーは白、和賀がキャラがない担当→痛点がない担当→オタク担当で担当カラーはピンク色である。
- 2012年6月1日、新妻が5月22日に結婚したことが太田プロダクションのファンクラブ会報誌で発表された[5]。
- 2018年1月22日早朝、新妻が東京都新宿区内のマンションの一室への住居侵入及び窃盗未遂の現行犯で逮捕された[6]。2月6日に不起訴処分となったものの、太田プロダクションは新妻との契約解除を発表した[7]。和賀は自身のTwitterにおいてコンビを解散し、自らはピンとして活動を続ける旨を公にした[8]。その後は新妻も同日付で自身のブログにて謝罪し、更には引退を発表した。
- コンビ解散後は和賀がピン芸人及び編集者として活動し、太田プロダクションのライブ「月笑」にもレギュラーメンバーとして出演している他[9]、コンビで参加していた「FKD-Z」のライブにも出演している[10]。新妻の引退後は脚本家・作家として活動を継続している。

## 賞レース成績
- キングオブコント2009（TBS系列）準決勝進出
- キングオブコント2010 準決勝進出
- オンバト+ 初代チャンピオン
  - 2011年7月24日放送『オンバト+』（NHK）の「チャンピオン大会」で初代王者となる。しかし先述したように2018年2月6日をもってコンビ解散を発表したため、史上初めて「オンバト+」の歴代チャンピオンの中で公式に解散したコンビとなった[11]。
- キングオブコント2011 決勝進出（総合8位）
- キングオブコント2012 決勝進出（総合8位）
  - この回唯一の2年連続決勝進出者となるが、結果は2年連続の8位（最下位）に終わる。
- キングオブコント2013 準決勝進出
- R-1ぐらんぷり2014 準決勝進出（新妻）
- キングオブコント2014 準決勝進出
- THE MANZAI2014 認定漫才師50組に選出
- R-1ぐらんぷり2015 準決勝進出（新妻）
- キングオブコント2015 準決勝進出
- M-1グランプリ2015 準々決勝進出[3]
- キングオブコント2016 準決勝進出
- M-1グランプリ2016 3回戦進出[3]
- キングオブコント2017 準決勝進出

## 出演番組

### テレビ
過去のレギュラー番組
- 10カラット（TBS）
- スイッチ!（TBS）
- めチャぶり!（名古屋テレビ）
- 真麻のドドンパッ!（BS日テレ、2016年10月3日 - 2017年9月29日）火曜日「今日はドンな日？」コーナーにレギュラー出演。
- AKB48チーム8のあんた、ロケロケ!（テレ朝チャンネル1、2016年12月 - 2018年1月）MCとして出演[12]

過去の準レギュラー番組
- 超ハマる!爆笑キャラパレード（フジテレビ）貴之&冴子として出演
- 有吉弘行のダレトク!?（フジテレビ、2014年5月27日）

その他の番組
- 爆笑オンエアバトル（NHK総合）戦績9勝10敗 最高477KB
  - 第11回チャンピオン大会　セミファイナル9位敗退
  - 2001年度から2006年度までは同番組とかなり相性が悪く、初挑戦回（2001年8月4日放送回[13]）から2006年10月20日放送回まで8連敗を記録していた[14]。これは番組内でも歴代ワースト4位[15]の記録となっている。2007年1月12日放送回にて初挑戦から6年目、9回目の挑戦でようやく初オンエア（401KB・5位）を果たした。9回目の挑戦で初オンエアは、Hi-Hiの11回目に続く歴代2位を記録した。2008年4月3日放送回からは成績が安定していき、2008年度は負けなしの5連勝を記録した。この勢いで第11回チャンピオン大会にも出場し、連勝は最高で7連勝を記録した。
- オンバト+（NHK総合）戦績7勝5敗　最高521KB
  - 第1回チャンピオン大会 ファイナルステージ1位（チャンピオン）
  - 第2回チャンピオン大会 トーナメント2回戦敗退
  - ちなみに爆笑オンエアバトル、オンバト+の歴代チャンピオンの中で最も多い連敗を経験（8連敗）しているコンビ[16]。また歴代チャンピオンの中で唯一、チャンピオン大会優勝後に再び通常回に参戦してオフエアになった経験がある[17][18]。
  - 地方収録回を極度に苦手としていた。敗戦を5回経験しているがその内4回が地方収録回であり、地方のみに絞った総合成績は1勝4敗となっている[19]。なお「爆笑オンエアバトル」時代に地方収録に参加したのは上記の福井県大会のみであり（他は全て通常収録）、「爆笑オンエアバトル」～「オンバト+」時代全てを含めた13年間で地方収録回では1度しか勝てなかった。
- 笑・神・降・臨（NHK総合）「オンバト+」チャンピオンとして出演
- 爆笑ピンクカーペット（フジテレビ）キャッチコピーは「最前線を突っ走れ」
- 爆笑レッドカーペット（フジテレビ）キャッチコピーは「最前線を突っ走れ」
  - 新春ゴールデンカーペット（2011年1月1日）
  - 新春レッドカーペット（2012年1月1日）
- エンタの天使（日本テレビ）
- ゲンセキ（TBS）
- 関根&優香の笑うお正月（テレビ朝日）
- 虎の門（テレビ朝日）
- お笑いメリーゴーランド（TBS）有吉弘行チームとして出場
- 日本の仰天三面記事スクープ大賞（TBS）
- ヤンチャ黙示録（テレビ東京）
- 東京金歯（BSフジ）
- ゲームレコードGP（MONDO21）
- ダチョ・リブレ（テレ朝チャンネル）
- ジャガイモン（テレ朝チャンネル）
- お笑いDynamite!09（TBS、2009年12月29日）
- エンタの神様 未公開ネタ大連発SP!!（日本テレビ、2010年3月6日）キャッチコピーは「先走りのフリーウェイ」
- 崖っぷち〜アラビアンサイトFEVER〜（TBS）
- ウケウリ!!（日本テレビ）
- 太田プロライブ月笑（テレ朝チャンネル）
- お笑いTV 「ニコニコ笑い汁」（MONDO21）
- 新世紀ネタキング決定戦（TOKYO MX）- 2010年11月の月間チャンピオン、初代グランドチャンピオンに選ばれる。
- 1230アッと!!ハマランチョ（tvk）
- 解決!!くらしアンサーズ（テレビ埼玉）
- お笑いハローワーク（中京テレビ）
- ヒルナンデス!（日本テレビ、2011年5月12日）「NEWSナンデス?」コーナー
- ネタ鑑定!（TOKYO MX S2、2011年6月26日・9月12日）
- 有吉AKB共和国（TBS、2011年8月11日・2012年1月5日・2015年6月1日・6月8日・6月22日・6月29日）- 6月29日は新妻のみ
- 金曜バラエティー（NHK、2011年8月12日）
- 王様のブランチ（TBS、2011年9月3日、17日）
- P-1ゴールドラッシュ（テレビ大阪、2011年11月2日）
- お笑いDynamite!2011（TBS、2011年12月29日）キャッチコピーは「コント一筋」
- 日村・土田・塚地の爆笑TEPPANストリート（NHK、2012年1月2日）
- つながるセブン（J:COM）
- ありがとッ!（tvk）
- 知っとこ!（MBS、2012年4月21日・6月9日）レポーター
- 新進気鋭（日本テレビ、2012年9月22日）
- Shibuya Deep A（NHK総合、2012年10月13日）「お笑いムチャぶりバトル!」コーナー
- GARIGARIくりぃむ（テレビ朝日、2012年11月6日）
- 芸人報道（日本テレビ、2013年3月18日）「第3回すぐ言う芸王座決定戦」
- ひろいきの（フジテレビ、2014年1月14日 - 28日）「ひろいきのコント」
- ウンナン極限ネタバトル ザ・イロモネア第一次予選会（TBS、2015年1月1日）
  - ウンナン極限ネタバトル！ゴールドラッシュ〜イロモネアへの道〜（TBS、2015年1月2日）
- おーい!ひろいき村（フジテレビ、2015年1月5日・12日）「巨大凧作り」
- パチFUN!（三重テレビ放送・NBS・TVA）
- NMB48須藤凜々花の麻雀ガチバトル! りりぽんのトップ目とったんで!（TBSチャンネル1）
- 棚からボタ餅TV（TBS、2015年11月30日、2015年12月2日）- 新妻のみ
- さまぁ〜ずの芸人100人が答えました!（TBS、2016年1月6日）
- 志村けんのだいじょうぶだぁ 春だ祭りだスペシャル（フジテレビ、2016年3月15日）
- 今夜もドル箱（テレビ東京、2016年4月19日）
- 有吉ベース（フジテレビONE）
- くりぃむナンチャラ（テレビ朝日、2016年12月16日・23日）- 新妻のみ
- くりぃむしちゅー特番 芸能界最強!お笑いマニア王決定戦（テレビ朝日、2017年1月3日）- 新妻のみ

和賀単独（解散後）
- 超時空彩の国S.T.M（2018年10月3日 - 12月27日、テレビ埼玉）- レギュラーコーナー「MUSE9梅田彩佳の『梅ちゃんワールド』」MC
- オールスター後夜祭（2018年4月1日、2018年10月7日[20]、2019年4月7日[21] TBS）- 第3回では17問正解・103秒02（後夜祭最高記録）で優勝した。総合156位を決める番組だったが、優勝者に賞品が出ないことに苦情が殺到したので賞金5万円を獲得し、小林礼奈からのキスのご褒美もあった。

NOTTV
- AKB48のあんた、誰?（2012年4月1日 - 2016年6月30日）
  - 2012年4月1日から2013年11月1日までは木曜日、金曜日にMCとしてレギュラー出演。
  - 2013年11月7日から2014年6月12日までは覆面を被り、トップリードの2人に体格・声がそっくりな「愛でる兄弟」として、木曜日にレギュラー出演。
  - 2014年6月2日からは金曜日にMCとしてレギュラー出演。
- Voice Bar キュイーン'S（2014年11月10日 - 2016年6月20日）隔週月曜日放送。MCとしてレギュラー出演。
- あん誰Presents AKB48 チーム8のあんた、ロケ!（2015年8月4日 - 2016年6月21日）隔週火曜日放送[22]。MCとしてレギュラー出演。
- AKB48グループ ドラフト生（2014年4月3日 - 4日）-「NMB48チームBII 磯・内木がやってみた」MCとして出演。
- HKT48の「ほかみな」〜そのほかのみなさん〜 MCとして出演。
- 真麻の部屋へようこそ!

### ラジオ
- Talk魂765 Go!Go!イチ（山梨放送）
- 有吉弘行のSUNDAY NIGHT DREAMER（JFN）
- GEKIDAN SAMBA CARNIVAL（FM-FUJI、2010年12月11日）
- 柳原可奈子のワンダフルナイト（ニッポン放送、2011年1月9日・16日・10月23日）
- 大竹まこと ゴールデンラジオ!（文化放送、2011年1月13日）「大竹メインディッシュ」コーナー
- レコメン!（文化放送、2011年9月26日・2012年6月27日）
- 耳笑い〜笑いの鎖〜（JFN、2014年2月17日・24日）
- キャンパス寄席（NHKラジオ第1放送）
- 八木亜希子 Cafeどようび（ニッポン放送、2015年1月3日）
- 神田莉緒香のKANDAFUL RADIO（ニッポン放送、2015年11月21日、11月27日）
- 60TRY部（ラジオ日本、2016年1月8日）

### ネット配信
- トップリードのツイッターBROS.（Twitter Japan、2016年9月 - 2017年6月）
- AKB48の君、誰?（SHOWROOM、2016年10月31日 - 2018年4月20日）水曜 - 金曜MC[23]
- 私立キュン×2学園 中等部（生テレ、2016年10月 - 2017年6月）
- 8（エイト）がやらねば誰がやる!（LoGiRL、2016年12月 - 2017年3月）[24]

和賀単独（解散後）
- 飯野雅のもしもし、何してる?（2018年4月21日 - 2019年10月31日、EMPaエンタメTV） - MC

## ライブ

### 単独ライブ
- 「イッピキムスメ」（2010年7月19日、笹塚ファクトリー）
- 「二日坊主」（2011年11月4日 - 5日、笹塚ファクトリー）
- 「THREE DECKER」（2012年7月7日 - 8日、新宿SPACE107）
- 「四度目の正直」（2014年1月12日 - 13日、笹塚ファクトリー）
- 「V」（2016年7月3日、新宿シアターモリエール）

### ユニットライブ
- 「5556ライブ」

### トークライブ
- 「話っ話゜」（2011年7月8日、阿佐ヶ谷LoftA）
- 「トップリードの話っ話゜2 〜AKBと出会ってこんなトップリードになってしまいました〜inロフトプラスワン」（2013年6月29日、ロフトプラスワン）
- 「トップリードの話っ話゜3 〜AKB48G（グループ）の色んなチームのコアなメンバーと仕事をして益々こんなトップリードになってしまいました。〜」（2013年10月12日、ロフトプラスワン）
- 「トップリードの話っ話゜4 〜秋葉原のあの道で「AKBのメンバーが夢に出る」と言ってしまったら僕たちの関係はどうなってしまうのか、僕なりに一年半以上考えた上の気恥ずかしさも何もないトークライブのようなもの〜」（2014年2月15日、ロフトプラスワン）
- 「トップリードの話っ話゜5 〜見逃した・・・もなにも、「ずーっとAKB見てるんだもの! とにかく語りたいんだよ! 酒飲んで笑って語りたいんだよ!!!」って思っている…君たちへ〜」（2014年5月31日、ロフトプラスワン）
- 「トップリードの話っ話゜6 〜するなよ? するなよ? 絶対AKBの話しながらUTG（宴）♪するなよ!?・・・ってことは、するってことでいいね?〜」（2014年10月25日、ロフトプラスワン）
- 「トップリードの話っ話゜7 〜ここがロフトだ、AKBのことを語りながらオールナイトで飲んで語ってここで跳べ!〜」（2015年5月15日、ロフトプラスワン）
- 「トップリードの話っ話゜8 〜こんな時だからこそ、0と1（0時から始発）の間でオールナイトで飲んでAKBを語って一致団結しておきましょう〜」（2016年4月22日、ロフトプラスワン）
- 「トップリードトークライブ 話っ話゜9（救）〜トップリードはなぜレギュラー0になったのか? トップリードはあと10年続くのか?『救済する理由 DOCUMENTARY of TOPREED』なトークライブ〜」（2016年8月1日、ロフトプラスワン）

### 舞台
- ショートストーリーロングコント 第1回公演「カケル」（2015年1月10日 - 12日、笹塚ファクトリー）
  - 演出・脚本：新妻悠太
  - 出演：進藤学、和賀勇介、新妻悠太、水沢駿、やさしい雨、佐藤峻、山本麻貴、杉浦琴
- ショートストーリーロングコント 第2回公演「ワル」（2016年1月21日 - 24日、笹塚ファクトリー）
  - 演出・脚本：新妻悠太
  - 出演：進藤学、和賀勇介、新妻悠太、水沢駿、やさしい雨、伊倉愛美、大矢剛康、窪真理

## DVD
- トップリードのコント集（2010年発売 発売元：コンテンツリーグ）
- トップリード 単独ライブ「二日坊主」（2012年発売 発売元：バップ）

### その他
- キングオブコント2009（2009年2月18日発売、よしもとアール・アンド・シー） 決勝審査員＋準決勝(Disc2) ※Disc2はレンタル版収録なし
- キングオブコント2010（2010年12月22日発売、よしもとアール・アンド・シー）決勝審査員＋準決勝(Disc2) ※Disc2はレンタル版収録なし
- キングオブコント2011（2011年12月23日発売、よしもとアール・アンド・シー）
- キングオブコント2012（2012年12月23日発売、よしもとアール・アンド・シー）
- キングオブコント2013（2013年12月18日発売、よしもとアール・アンド・シー）決勝審査員＋準決勝(Disc2) ※Disc2はレンタル版収録なし
- キングオブコント2014（2014年12月24日発売、よしもとアール・アンド・シー）決勝審査員＋準決勝(Disc2) ※Disc2はレンタル版収録なし
- 渾身!〜MY Best コント〜（2012年01月25日発売、コンテンツリーグ）
- ウレセン!!龍の巻（2013年02月27日発売、コンテンツリーグ）
- ひろいきの〜広島生まれの広島育ち〜(2014年04月25日発売、フジテレビジョン）